# Claude Faraldo
Claude Faraldo (París, 23 de marzo de 1936-Alès, Languedoc-Rosellón; 29 de enero de 2008) fue un director de cine, actor y guionista francés.
Conocido por su inconformismo, de formación autodidacta y crítico con la sociedad, entre las películas que dirigió con éxito se encuentran Bof ou l'anatomie d'un livreur' (1971), Themroc (1973), Deux lions au soleil (1980) y Merci pour le geste (2000). Entre sus guiones el más destacado fue el elaborado para La viuda de Saint-Pierre (2000), dirigida por Patrice Leconte.